# Джибеллі Прімо Анжелович
Прімо Анжелович Джибеллі (італ. Primo Gibelli; 27 грудня 1893 — 10 листопада 1936) — італійський комуніст. Один з льотчиків-добровольців РСЧА які воювали за республіканців у громадянській війні в Іспанії. Герой Радянського Союзу (1936, посмертно).

## Життєпис
Народився 27 грудня 1893 року в Мілані. Італієць. Працював на автомобільному заводі «Фіат». Вступив в соціалістичну партію, брав участь у революційній боротьбі. У 1921 році емігрував до Радянської Росії.
У Червоній Армії з 1921 року. Брав активну участь в боротьбі з українськими підрозділами в Україні у період Визвольних Змагань.
Закінчив Зарайську школу військових льотчиків в 1923 році. Як льотчик брав участь у знищенні повстанського руху в Закавказзі і на Північному Кавказі. У 1926 році в одному з розвідувальних польотів був збитий басмачами. Потрапив в полон. Зумів втекти на літаку. Нагороджений за цей подвиг орденом Червоного Прапора.
З 1933 року — на льотно-випробувальної роботи в НДІ ВПС. Але після невдалої спроби пролетіти на літаку під мостом через Москву-ріку (за прикладом Чкалова В. П.), у результаті чого літак буде розбитий, а Прімо буде звільнений з армії після лікування. Займався ремонтом авіадвигунів, потім працював на автозаводі в Москві.
У 1936 році в складі першої групи добровольців під ім'ям «Кольдеро» прибув до Іспанії. Поки не прибули радянські літаки, літав на бомбардувальнику Potez-54 французької конструкції.
10 листопада 1936 був збитий вогнем зенітної артилерії (за іншою версією — винищувачами противника). Літак розбився на північний схід від міста Алькорсін. Джібеллі потрапив в полон (за іншою версією весь екіпаж загинув при падінні літака). За офіційною версією загинув після жахливих тортур. На наступний день (або 15 листопада) франкісти скинули на аеродром базування французів ящик з тілом і запискою «Так буде з кожним іноземцем». (Щодо останнього факту достеменно не відомо, це могли бути останки Ковтуна К. І. або Бочарова В. М.).
31 грудня 1936 року Прімо Анжеловіч Джібеллі був удостоєний звання Героя Радянського Союзу посмертно.